# Associazione Calcio Reggiana 1919 2015-2016
Questa voce raccoglie le informazioni riguardanti l'Associazione Calcio Reggiana 1919 nelle competizioni ufficiali della stagione 2015-2016.

## Stagione
Per preparare la Stagione 2015-2016 la Reggiana si raduna martedì 14 Luglio svolgendo le visite mediche di rito. Il 18 luglio inizia il ritiro precampionato presso il Centro CONI di Castelnovo Monti nell'appennino reggiano. Il giorno seguente, 19 luglio, il presidente Alessandro Barilli abbandona la carica che ricopriva da 5 anni trasferendo le azioni societarie in suo possesso (84% del capitale sociale) all'azienda Mectiles Italia srl di Stefano Compagni e Gianfranco Medici (che già possedeva il 16% delle azioni e quindi ottiene il controllo totale della società). L'ufficialità dell'operazione e la riconfigurazione del Consiglio di Amministrazione della Reggiana avvengono il 31 luglio e vedono Stefano Compagni assumere la carica di presidente della società.
Il 26 luglio nella prima amichevole estiva giocata a Castelnovo Monti i granata si aggiudicano La Favorita Cup sconfiggendo la Virtus Vecomp Verona (2-0).
La prima gara ufficiale della nuova stagione si gioca il 2 agosto al Mapei Stadium contro il Delta Rovigo, gara valida per il primo turno della Coppa Italia Tim Cup. La partita si conclude con una netta vittoria dei granata (3-0), la prima rete della stagione 2015-2016 viene realizzata da Angiulli dopo appena tre minuti. In campionato la Reggiana raccoglie 25 punti nel girone di andata e 27 nel ritorno. Con 52 punti totali ha ottenuto il settimo posto finale. E' salito in Serie B il Cittadella. Il marocchino Rachid Arma con 10 reti, risulta il miglior marcatore granata di questa stagione.

## Divise e sponsor
Il fornitore ufficiale di materiale tecnico per la stagione 2015-2016 è Erreà.
| Casa | Trasferta | Terza maglia |

## Organigramma societario
Area direttiva
- Presidente: Stefano Compagni
- Vicepresidente: Sisto Fontanili
- Amministratore delegato: Guido Tamelli
- Consigliere: Gianfranco Medici
- Direttore generale: Raffaele Ferrara
- Responsabile scouting e osservatori: Mariano Armonia

Area Gestionale
- Responsabile amministrazione finanza: Alessandro Barilli
- Responsabile marketing e sviluppo: Elisabetta Tognon
- Responsabile relazioni esterne: Andrea Munari
- Delegato ai rapporti con la tifoseria: Stefano Compagni
- Team Manager: Stefano Buffagni, Vittorio Zullo

Area organizzativa
- Responsabile organizzativo: Andrea Menozzi
- Magazziniere: Dumitru Iatco

Area comunicazione
- Segreteria generale: Monica Torreggiani
- Segreteria: Barbara Caramaschi
- Responsabile settore giovanile: Fausto Vezzani
- Responsabile progetto Accademia Granata: Davide Caprari
- Responsabile dirigenti accompagnatori: Davide Cocchi
- Responsabile allenatore dei portieri: Andrea Rossi

Area tecnica
- Direttore sportivo: Italo Federici
- Allenatore: Alberto Colombo
- Allenatore in seconda: Paolo Zanetti
- Dirigente accompagnatore: Vittorio Zullo
- Preparatore atletico: Carlo Simonelli

Area sanitaria
- Responsabile sanitario: Franco Taglia
- Psicologo: Andrea Menozzi
- Massaggiatori: Emanuele Davoli, Gianfranco Mastini
- Fisioterapista: Remigio Del Sole

## Rosa
| N. |                               | Ruolo | Calciatore            |
| -- | ----------------------------- | ----- | --------------------- |
|    | Italia (bandiera)             | P     | Simone Perilli        |
|    | Italia (bandiera)             | P     | Andrea Rossini        |
|    | Italia (bandiera)             | D     | Alessandro Castellana |
|    | Italia (bandiera)             | D     | Riccardo De Biasi     |
|    | Italia (bandiera)             | D     | Roberto De Giosa      |
|    | Italia (bandiera)             | D     | Daniel Di Nicola      |
|    | Italia (bandiera)             | D     | Paolo Frascatore      |
|    | Italia (bandiera)             | D     | Daniele Mignanelli    |
|    | Romania (bandiera)            | D     | Vasile Mogos          |
|    | Italia (bandiera)             | D     | Erik Panizzi          |
|    | Macedonia del Nord (bandiera) | D     | Minel Sabotic         |
|    | Italia (bandiera)             | D     | Alessandro Spanò      |
|    | Italia (bandiera)             | D     | Gianluca Zucchini     |
|    | Italia (bandiera)             | C     | Giuseppe Alessi       |
|    | Italia (bandiera)             | C     | Federico Angiulli     |
|    | Italia (bandiera)             | C     | Paolo Bartolomei      |
|    | Italia (bandiera)             | C     | Mirko Bruccini        |

| N. |                    | Ruolo | Calciatore           |
| -- | ------------------ | ----- | -------------------- |
|    | Italia (bandiera)  | C     | Riccardo Ceccarelli  |
|    | Italia (bandiera)  | C     | Dejan Danza          |
|    | Italia (bandiera)  | C     | Luca Giannone        |
|    | Italia (bandiera)  | C     | Antonio Loi          |
|    | Italia (bandiera)  | C     | Dario Maltese        |
|    | Italia (bandiera)  | C     | Bryan Mecca          |
|    | Italia (bandiera)  | C     | Andrea Parola        |
|    | Italia (bandiera)  | C     | Michele Pazienza     |
|    | Italia (bandiera)  | C     | Francesco Rampi      |
|    | Italia (bandiera)  | C     | Antonio Vacca        |
|    | Marocco (bandiera) | A     | Rachid Arma          |
|    | Italia (bandiera)  | A     | Antonio Letizia      |
|    | Italia (bandiera)  | A     | Angelo Raffaele Nolé |
|    | Italia (bandiera)  | A     | Massimiliano Pesenti |
|    | Italia (bandiera)  | A     | Nicholas Siega       |
|    | Italia (bandiera)  | A     | Christian Silenzi    |
|    | Italia (bandiera)  | A     | Davide Sinigaglia    |

## Calciomercato

### Sessione estiva(dall'1/7 al 31/8)
| Acquisti         | Acquisti              | Acquisti      | Acquisti                         |
| R.               | Nome                  | da            | Modalità                         |
| ---------------- | --------------------- | ------------- | -------------------------------- |
| P                | Simone Perilli        | Sassuolo      | Definitivo                       |
| P                | Andrea Rossini        |               | Definitivo                       |
| D                | Alessandro Castellana | Pro Piacenza  | Definitivo                       |
| D                | Daniel Di Nicola      | Pescara       | Prestito                         |
| D                | Paolo Frascatore      | Roma          | Prestito                         |
| D                | Erik Panizzi          | Pro Patria    | Fine prestito                    |
| D                | Marcello Possenti     | Santarcangelo | Fine prestito                    |
| C                | Nicholas Bovi         | Pro Patria    | Fine prestito                    |
| C                | Dejan Danza           | Pro Vercelli  | Definitivo                       |
| C                | Antonio Loi           | Cagliari      | Prestito                         |
| C                | Dario Maltese         | Latina        | Definitivo                       |
| A                | Rachid Arma           | Pisa          | Definitivo                       |
| A                | Yuri Meleleo          | Milan         | Prestito                         |
| A                | Angelo Raffaele Nolé  | Bassano       | Definitivo                       |
| A                | Massimiliano Pesenti  | AlbinoLeffe   | Definitivo                       |
| A                | Davide Sinigaglia     | Giana Erminio | Fine prestito                    |
| Altre operazioni |                       |               |                                  |
| P                | Francesco Graziano    | Palermo       | Risoluzione compartecipazione    |
| C                | Alessandro Zilocchi   | Audace        | Risoluzione compartecipazione    |
| A                | Alessio Di Balsamo    | Salernitana   | Risoluzione compartecipazione    |
| A                | Gabriele Di Carlo     | Inter         | Prestito                         |
| A                | Christian Silenzi     | Inter         | Prestito con diritto di riscatto |

| Cessioni         | Cessioni            | Cessioni      | Cessioni                      |
| R.               | Nome                | a             | Modalità                      |
| ---------------- | ------------------- | ------------- | ----------------------------- |
| P                | Ivano Feola         | Tuttocuoio    | Svincolato                    |
| P                | Giuseppe Messina    | Catania       | Fine prestito                 |
| p                | Matteo Voltolini    | Inveruno      | Prestito                      |
| D                | Roberto De Giosa    | Foggia        | Rescissione consensuale       |
| D                | Ahmed Rassoul Gueye | Juventus      | Fine prestito                 |
| D                | Daniele Mignanelli  | Pescara       | Definitivo                    |
| C                | Giuseppe Alessi     |               | Fine carriera                 |
| C                | Lorenzo Bianciardi  | Vigor Lamezia | Prestito                      |
| C                | Nicholas Bovi       |               | Rescissione consensuale       |
| C                | Dario Maltese       | Latina        | Fine prestito                 |
| C                | Luca Tremolada      | Varese        | Fine prestito                 |
| A                | Bruno Petković      | Catania       | Fine prestito                 |
| A                | Manuel Ricci        |               | Svincolato                    |
| A                | Francesco Ruopolo   | Mantova       | Svincolato                    |
| A                | Davide Sinigaglia   | Pistoiese     | Definitivo                    |
| Altre operazioni |                     |               |                               |
| D                | Gianluca Acanfora   | Modena        | Definitivo                    |
| D                | Mattia Bani         | Pro Vercelli  | Risoluzione compartecipazione |
| D                | Mario Ierardi       | Genoa         | Risoluzione compartecipazione |
| C                | Francesco Ardizzone | Pro Vercelli  | Risoluzione compartecipazione |
| C                | Isaia Lattarulo     | Novara        | Risoluzione compartecipazione |
| C                | Marino Yebeltal     | Carpi         | Risoluzione compartecipazione |
| A                | Nicolas Parravicini | Novara        | Risoluzione compartecipazione |
| A                | Matteo Rizzi        | Cesena        | Prestito                      |

### Sessione invernale(dal 03/01 al 31/01)
| Acquisti         | Acquisti           | Acquisti | Acquisti   |
| R.               | Nome               | da       | Modalità   |
| ---------------- | ------------------ | -------- | ---------- |
| D                | Daniele Mignanelli | Pescara  | Prestito   |
| D                | Gianluca Zucchini  | Modena   | Prestito   |
| A                | Antonio Letizia    | Matera   | Definitivo |
| Altre operazioni |                    |          |            |

| Cessioni         | Cessioni              | Cessioni      | Cessioni                |
| R.               | Nome                  | a             | Modalità                |
| ---------------- | --------------------- | ------------- | ----------------------- |
| D                | Alessandro Castellana | Santarcangelo | Prestito                |
| D                | Daniel Di Nicola      | Pescara       | Fine prestito           |
| C                | Federico Angiulli     |               | Rescissione consensuale |
| A                | Luca Giannone         |               | Rescissione consensuale |
| A                | Massimiliano Pesenti  | AlbinoLeffe   | Definitivo              |
| Altre operazioni |                       |               |                         |
| C                | Stefano Barilli       | Correggese    | Prestito                |
| A                | Yuri Meleleo          | Nardò         | Prestito                |

### Operazioni esterne alle sessioni
| Acquisti         | Acquisti         | Acquisti | Acquisti   |
| R.               | Nome             | da       | Modalità   |
| ---------------- | ---------------- | -------- | ---------- |
| D                | Vasile Mogoș     |          | Definitivo |
| C                | Paolo Bartolomei |          | Definitivo |
| C                | Michele Pazienza |          | Definitivo |
| Altre operazioni |                  |          |            |

| Cessioni         | Cessioni          | Cessioni   | Cessioni |
| R.               | Nome              | a          | Modalità |
| ---------------- | ----------------- | ---------- | -------- |
| D                | Marcello Possenti | Pro Patria | Prestito |
| Altre operazioni |                   |            |          |

## Risultati

### Lega Pro

#### Girone di andata
| Arbitro: | Prontera (Bologna) |

|         |           |                 |
| Arma 7’ | Marcatori | 1’ Neto Pereira |

| Arbitro: | Proietti (Terni) |

|  |           |                    |
|  | Marcatori | 10’ Spanò 37’ Arma |

| Arbitro: | Lacagnina (Caltanissetta) |

|                |           |             |
| Cristofoli 14’ | Marcatori | 7’ Bruccini |

| Reggio Emilia 28 settembre 2015, ore 20:30 CEST 4ª giornata | Reggiana          | 0 – 0 referto | Giana Erminio | Stadio Città del Tricolore (4.269 spett.)\| Arbitro: \| Amabile (Vicenza) \| |
| Arbitro:                                                    | Amabile (Vicenza) |               |               |                                                                              |

| Arbitro: | Giovani (Grosseto) |

|  |           |                       |
|  | Marcatori | 6’ Arma, 89’ Giannone |

| Arbitro: | Zingarelli (Siena) |

|                                              |           |  |
| Arma 52’ Bruccini 57’ Siega 73’ Angiulli 87’ | Marcatori |  |

| Arbitro: | Paolini (Ascoli Piceno) |

|  |           |                                      |
|  | Marcatori | 1’ Mogos 10’(rig.) Bruccini 24’ Arma |

| Arbitro: | Guccini (Albano Laziale) |

|           |           |  |
| Mogos 14’ | Marcatori |  |

| Bolzano 31 ottobre 2015, ore 14:00 CET 9ª giornata | Südtirol         | 0 – 0 referto | Reggiana | Stadio Druso (1.500 spett.)\| Arbitro: \| Strippoli (Bari) \| |
| Arbitro:                                           | Strippoli (Bari) |               |          |                                                               |

| Arbitro: | Camplone (Pescara) |

|  |           |              |
|  | Marcatori | 34’ Ruggiero |

| Busto Arsizio 15 novembre 2015, ore CET 11ª giornata | Pro Patria                  | 0 – 0 referto | Reggiana | Stadio Carlo Speroni (1.002 spett.)\| Arbitro: \| Valiante (Nocera Inferiore) \| |
| Arbitro:                                             | Valiante (Nocera Inferiore) |               |          |                                                                                  |

| Arbitro: | Panarese (Lecce) |

|          |           |                                                 |
| Arma 16’ | Marcatori | 5’ De Cenco 10’ 62’ Al. Filippini 31’ Pederzoli |

| Arbitro: | Piccinini (Forlì) |

|                      |           |          |
| Litteri 11’ Iori 38’ | Marcatori | 57’ Nolè |

| Reggio Emilia 6 dicembre 2015, ore CET 14ª giornata | Reggiana         | 0 – 0 referto | Pavia | Stadio Città del Tricolore (3.825 spett.)\| Arbitro: \| Balice (Termoli) \| |
| Arbitro:                                            | Balice (Termoli) |               |       |                                                                             |

| Arbitro: | Di Ruberto (Nocera Inferiore) |

|  |           |           |
|  | Marcatori | 16’ Siega |

| Arbitro: | Ranaldi (Tivoli) |

|           |           |            |
| Mogos 34’ | Marcatori | 24’ Marras |

| Arbitro: | Giua (Pisa) |

|              |           |  |
| Iocolano 88’ | Marcatori |  |

#### Girone di ritorno
| Padova 17 gennaio 2016, ore CET 18ª giornata | Padova            | 0 – 0 referto | Reggiana | Stadio Euganeo (4.555 spett.)\| Arbitro: \| Perotti (Legnano) \| |
| Arbitro:                                     | Perotti (Legnano) |               |          |                                                                  |

| Arbitro: | Candeo (Este) |

|                     |           |  |
| Siega 45’ Spanò 72’ | Marcatori |  |

| Arbitro: | Bichisecchi (Livorno) |

|                                    |           |  |
| Siega 34’ Nolè 86’ Arma 88’, 90+1’ | Marcatori |  |

| Arbitro: | Baroni (Firenze) |

|              |           |           |
| Cogliati 14’ | Marcatori | 70’ Spanò |

| Arbitro: | Sassoli (Arezzo) |

|           |           |           |
| Siega 32’ | Marcatori | 17’ Gonzi |

| Arbitro: | Meleleo (Lecce) |

|               |           |  |
| Valagussa 86’ | Marcatori |  |

| Arbitro: | Marinelli (Tivoli) |

|                          |           |  |
| Spanò 14’, 21’ Siega 23’ | Marcatori |  |

| Arbitro: | Annaloro (Collegno) |

|                         |           |          |
| Maiorino 3’ Pacilli 79’ | Marcatori | 84’ Arma |

| Reggio Emilia 13 marzo 2016, ore CET 26ª giornata | Reggiana           | 0 – 0 referto | Südtirol | Stadio Città del Tricolore (3.465 spett.)\| Arbitro: \| Mantelli (Brescia) \| |
| Arbitro:                                          | Mantelli (Brescia) |               |          |                                                                               |

| Arbitro: | Ranaldi (Tivoli) |

|                |           |                    |
| Chinellato 60’ | Marcatori | 6’ Mogos 13’ Spanò |

| Arbitro: | Nicoletti (Catanzaro) |

|          |           |  |
| Nolè 79’ | Marcatori |  |

| Arbitro: | Mei (Pesaro) |

|          |           |  |
| Pasa 75’ | Marcatori |  |

| Arbitro: | Boggi (Salerno) |

|                            |           |                             |
| A. Letizia 74’ (rig.), 89’ | Marcatori | 31’ Litteri 68’ Cappelletti |

| Arbitro: | Pasciuta (Agrigento) |

|                            |           |  |
| Malomo 36’ A. Ferretti 48’ | Marcatori |  |

| Arbitro: | Spinelli (Terni) |

|                            |           |                 |
| A. Letizia 22’ (rig.), 51’ | Marcatori | 90+3’ Checcucci |

| Arbitro: | Dionisi (L'Aquila) |

|  |           |          |
|  | Marcatori | 68’ Arma |

| Arbitro: | Camplone (Pescara) |

|                                    |           |                                  |
| Mignanelli 45+1’ Alessi 78’ (rig.) | Marcatori | 71’ (rig.) Momentè 90+1’ Cenetti |

### Coppa Italia

#### Primo Turno
| Arbitro: | Schirru (Nichelino) |

|                                      |           |  |
| Angiulli 3’ Siega 25’ Sinigaglia 87’ | Marcatori |  |

#### Secondo Turno
| Arbitro: | Pairetto (Nichelino) |

|                                         |           |           |
| Ardemagni 25’, 47’ (rig.) Lanzafame 71’ | Marcatori | 20’ Siega |

### Coppa Italia Lega Pro

#### Sedicesimi
| Arbitro: | Zanonato (Vicenza) |

|  |           |                       |
|  | Marcatori | 67’ (aut.) Castellana |

## Statistiche
Statistiche aggiornate al 14 settembre 2015.

### Statistiche di squadra
| Competizione          | Punti                | In casa | In casa | In casa | In casa | In casa | In casa | In trasferta | In trasferta | In trasferta | In trasferta | In trasferta | In trasferta | Totale | Totale | Totale | Totale | Totale | Totale | DR  |
| Competizione          | Punti                | G       | V       | N       | P       | Gf      | Gs      | G            | V            | N            | P            | Gf           | Gs           | G      | V      | N      | P      | Gf     | Gs     | DR  |
| --------------------- | -------------------- | ------- | ------- | ------- | ------- | ------- | ------- | ------------ | ------------ | ------------ | ------------ | ------------ | ------------ | ------ | ------ | ------ | ------ | ------ | ------ | --- |
| Lega Pro              | 52                   | 17      | 7       | 8       | 2       | 21      | 10      | 17           | 6            | 5            | 6            | 15           | 12           | 34     | 13     | 13     | 8      | 40     | 25     | +15 |
| Coppa Italia          | secondo turno        | 1       | 1       | 0       | 0       | 3       | 0       | 1            | 0            | 0            | 1            | 1            | 3            | 2      | 1      | 0      | 1      | 4      | 3      | +1  |
| Coppa Italia Lega Pro | sedicesimi di finale | 1       | 0       | 0       | 1       | 0       | 1       | -            | -            | -            | -            | -            | -            | 1      | 0      | 0      | 1      | 0      | 1      | -1  |
| Totale                | 52                   | 19      | 8       | 8       | 3       | 24      | 11      | 18           | 6            | 5            | 7            | 16           | 15           | 37     | 14     | 13     | 10     | 44     | 29     | +15 |

### Andamento in campionato
| Giornata  | 1 | 2 | 3 | 4 | 5 | 6 | 7 | 8 | 9 | 10 | 11 | 12 | 13 | 14 | 15 | 16 | 17 | 18 | 19 | 20 | 21 | 22 | 23 | 24 | 25 | 26 | 27 | 28 | 29 | 30 | 31 | 32 | 33 | 34 |
| --------- | - | - | - | - | - | - | - | - | - | -- | -- | -- | -- | -- | -- | -- | -- | -- | -- | -- | -- | -- | -- | -- | -- | -- | -- | -- | -- | -- | -- | -- | -- | -- |
| Luogo     | C | T | T | C | T | C | T | C | T | C  | T  | C  | T  | C  | T  | C  | T  | T  | C  | C  | T  | C  | T  | C  | T  | C  | T  | C  | T  | C  | T  | C  | T  | C  |
| Risultato | N | V | N | N | V | V | V | V | N | P  | N  | P  | P  | N  | V  | N  | P  | N  | V  | V  | N  | N  | P  | V  | P  | N  | V  | V  | P  | N  | P  | V  | V  | N  |
| Posizione | 7 | 3 | 8 | 7 | 6 | 3 | 2 | 1 | 2 | 2  | 2  | 4  | 7  | 9  | 5  | 6  | 8  | 8  | 7  | 6  | 6  | 6  | 7  | 6  | 9  | 8  | 6  | 6  | 7  | 8  | 9  | 8  | 5  | 7  |

Fonte:  Lega Pro Girone B 2015/2016, su calcio.com.
Legenda:

Luogo: C = Casa; T = Trasferta. Risultato: V = Vittoria; N = Pareggio; P = Sconfitta.

### Statistiche dei giocatori
Sono in corsivo i calciatori che hanno lasciato la società a stagione in corso.
| Giocatore     | Lega Pro | Lega Pro | Lega Pro    | Lega Pro   | Coppa Italia | Coppa Italia | Coppa Italia | Coppa Italia | Coppa Italia Lega Pro | Coppa Italia Lega Pro | Coppa Italia Lega Pro | Coppa Italia Lega Pro | Totale   | Totale | Totale      | Totale     |
| Giocatore     | Presenze | Reti     | Ammonizioni | Espulsioni | Presenze     | Reti         | Ammonizioni  | Espulsioni   | Presenze              | Reti                  | Ammonizioni           | Espulsioni            | Presenze | Reti   | Ammonizioni | Espulsioni |
| ------------- | -------- | -------- | ----------- | ---------- | ------------ | ------------ | ------------ | ------------ | --------------------- | --------------------- | --------------------- | --------------------- | -------- | ------ | ----------- | ---------- |
| G. Alessi     | 1        | 1        | 0           | 0          | -            | -            | -            | -            | -                     | -                     | -                     | -                     | 1        | 1      | 0           | 0          |
| F. Angiulli   | 17       | 1        | 4           | 0          | 2            | 1            | 0            | 0            | 1                     | 0                     | 0                     | 0                     | 20       | 2      | 4           | 0          |
| R. Arma       | 33       | 10       | 1           | 0          | 2            | 0            | 0            | 0            | -                     | -                     | -                     | -                     | 35       | 10     | 1           | 0          |
| P. Bartolomei | 20       | 0        | 6           | 0          | -            | -            | -            | -            | 1                     | 0                     | 0                     | 0                     | 21       | 0      | 6           | 0          |
| M. Bruccini   | 29       | 3        | 1           | 1          | 2            | 0            | 0            | 0            | -                     | -                     | -                     | -                     | 31       | 3      | 1           | 1          |
| A. Castellana | 1        | 0        | 0           | 0          | 1            | 0            | 0            | 0            | 1                     | 0                     | 0                     | 0                     | 3        | 0      | 0           | 0          |
| R. Ceccarelli | 3        | 0        | 0           | 0          | -            | -            | -            | -            | 1                     | 0                     | 0                     | 0                     | 4        | 0      | 0           | 0          |
| D. Danza      | 11       | 0        | 2           | 0          | 2            | 0            | 0            | 0            | -                     | -                     | -                     | -                     | 13       | 0      | 2           | 0          |
| R. De Biasi   | 4        | 0        | 2           | 0          | -            | -            | -            | -            | 1                     | 0                     | 0                     | 0                     | 5        | 0      | 2           | 0          |
| R. De Giosa   | -        | -        | -           | -          | 2            | 0            | 1            | 0            | -                     | -                     | -                     | -                     | 2        | 0      | 1           | 0          |
| D. Di Nicola  | -        | -        | -           | -          | 1            | 0            | 0            | 0            | 1                     | 0                     | 1                     | 0                     | 2        | 0      | 1           | 0          |
| P. Frascatore | 22       | 0        | 1           | 0          | 2            | 0            | 0            | 0            | -                     | -                     | -                     | -                     | 24       | 0      | 1           | 0          |
| L. Giannone   | 12       | 1        | 0           | 0          | 2            | 0            | 0            | 0            | -                     | -                     | -                     | -                     | 14       | 1      | 0           | 0          |
| A. Letizia    | 13       | 4        | 2           | 0          | -            | -            | -            | -            | -                     | -                     | -                     | -                     | 13       | 4      | 2           | 0          |
| A. Loi        | 7        | 0        | 0           | 0          | -            | -            | -            | -            | 1                     | 0                     | 0                     | 0                     | 8        | 0      | 0           | 0          |
| D. Maltese    | 33       | 0        | 4           | 0          | -            | -            | -            | -            | 1                     | 0                     | 0                     | 0                     | 34       | 0      | 4           | 0          |
| B. Mecca      | 1        | 0        | 0           | 0          | -            | -            | -            | -            | -                     | -                     | -                     | -                     | 1        | 0      | 0           | 0          |
| D. Mignanelli | 14       | 1        | 4           | 0          | -            | -            | -            | -            | -                     | -                     | -                     | -                     | 14       | 1      | 4           | 0          |
| V. Mogos      | 32       | 4        | 2           | 0          | -            | -            | -            | -            | 1                     | 0                     | 0                     | 0                     | 33       | 4      | 2           | 0          |
| A.R. Nolè     | 23       | 3        | 4           | 0          | -            | -            | -            | -            | 1                     | 0                     | 1                     | 0                     | 24       | 3      | 5           | 0          |
| A. Parola     | 23       | 0        | 4           | 0          | 2            | 0            | 0            | 0            | 1                     | 0                     | 0                     | 0                     | 26       | 0      | 4           | 0          |
| E. Panizzi    | 5        | 0        | 0           | 0          | -            | -            | -            | -            | -                     | -                     | -                     | -                     | 5        | 0      | 0           | 0          |
| M. Pazienza   | 6        | 0        | 1           | 0          | -            | -            | -            | -            | -                     | -                     | -                     | -                     | 6        | 0      | 1           | 0          |
| S. Perilli    | 34       | -x       | 1           | 0          | 2            | -3           | 0            | 0            | -                     | -                     | -                     | -                     | 36       | -3     | 1           | 0          |
| M. Pesenti    | 8        | 0        | 1           | 0          | -            | -            | -            | -            | 1                     | 0                     | 0                     | 0                     | 9        | 0      | 1           | 0          |
| F. Rampi      | 15       | 0        | 1           | 0          | 1            | 0            | 0            | 0            | -                     | -                     | -                     | -                     | 16       | 0      | 1           | 0          |
| A. Rossini    | -        | -        | -           | -          | -            | -            | -            | -            | 1                     | -1                    | 0                     | 0                     | 1        | -1     | 0           | 0          |
| M. Sabotic    | 25       | 0        | 7           | 0          | -            | -            | -            | -            | -                     | -                     | -                     | -                     | 25       | 0      | 7           | 0          |
| N. Siega      | 34       | 6        | 3           | 0          | 2            | 2            | 0            | 0            | -                     | -                     | -                     | -                     | 36       | 8      | 3           | 0          |
| C. Silenzi    | 7        | 0        | 0           | 0          | 0            | 0            | 0            | 0            | 1                     | 0                     | 0                     | 0                     | 8        | 0      | 0           | 0          |
| D. Sinigaglia | -        | -        | -           | -          | 2            | 1            | 0            | 0            | -                     | -                     | -                     | -                     | 2        | 1      | 0           | 0          |
| A. Spanò      | 33       | 6        | 2           | 1          | 2            | 0            | 0            | 0            | -                     | -                     | -                     | -                     | 35       | 6      | 2           | 1          |
| A.J. Vacca    | -        | -        | -           | -          | 1            | 0            | 0            | 0            | -                     | -                     | -                     | -                     | 1        | 0      | 0           | 0          |
| G. Zucchini   | 1        | 0        | 0           | 0          | -            | -            | -            | -            | -                     | -                     | -                     | -                     | 1        | 0      | 0           | 0          |

## Biblioteca
Mauro Del Bue, Una storia Reggiana, vol. IV, le partite, i personaggi, le vicende dalla serie A al centenario, Tecnograf Reggio Emilia 2019, pp. 285–298.
Collegamenti esterni, Stagione 2005-2006, Una storia Reggiana, le partite, i personaggi, le vicende dalla serie A al centenario, (Vol. IV) pdf, https://www.tecnograf.biz/wordpress/wp-content/uploads/2020/01/2015-2016.pdf